# 熊本保健科学大学
熊本保健科学大学（くまもとほけんかがくだいがく、英語: Kumamoto Health Science University）は、熊本県熊本市北区和泉町325番地に本部を置く日本の私立大学。1959年創立、2003年大学設置。大学の略称は熊保（くまほ）大・保科（ほか）大。

## 沿革

### 略歴
銀杏学園短期大学を前身とし、2003年に開学した。

### 年表
- 2003年（平成15年）4月 熊本保健科学大学開学、保健科学部 - 衛生技術学科および看護学科を設置。
- 2007年4月 保健科学部 - リハビリテーション学科（理学療法学専攻、作業療法学専攻）を増設。助産別科を新設。
- 2009年4月 大学院・保健学科研究科保健科学専攻を新設。
- 2011年4月 保健科学部 - 衛生技術学科から医学検査学科に学科名を変更。保健科学部 - リハビリテーション学科に言語聴覚学専攻を新設。
- 2012年4月 保健科学部 - リハビリテーション学科作業療法学専攻から生活機能療法学専攻に専攻名を変更。

## 学部・学科・専攻
- 保健科学部
  - 医学検査学科
  - 看護学科
  - リハビリテーション学科
    - 理学療法学専攻
    - 生活機能療法学専攻
    - 言語聴覚学専攻

## 大学院
- 保健学科研究科
  - 保健科学専攻
    - 臨床検査領域
    - リハビリテーション領域

## 別科
- 助産別科

## 建築概要

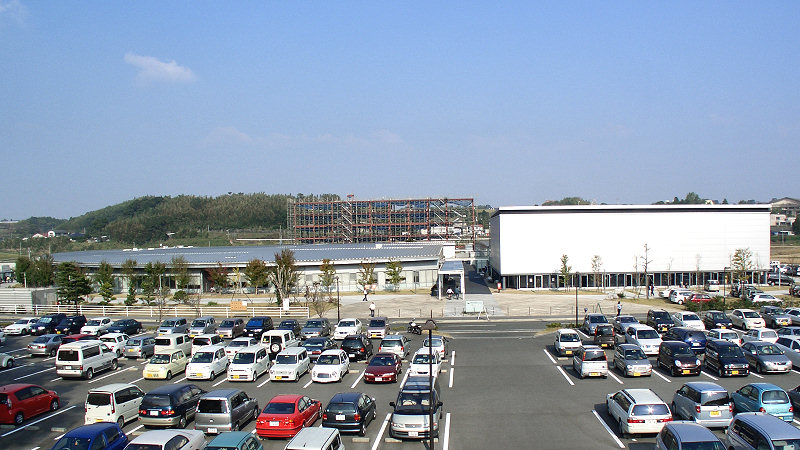
推進賞受賞施設
（工事中の建物はリハビリテーション学科棟。くまもとアートポリスとは関係がない。）

以下はくまもとアートポリス第9回推進賞受賞部分のみのデータである。
- 設計― 佐藤総合計画
- 施工― 日産建設㈱
- 竣工― 2002年
- 敷地面積― 64,439m²
- 建築面積― 13,253m²
- 延床面積― 13,218m²
- 実習室― takuya ima
- 構造― S造
- 規模― 地上1階
- 所在地― 熊本市和泉町325
- 受賞― 2003年度グッドデザイン賞受賞[1]。

2010年代後半から2020年代にかけて、新体育館の建設・既存の建物を利用したリニューアルが行われた。

## 交通アクセス
鉄道
- JR九州鹿児島本線西里駅より徒歩3分

バス
- 産交バス（U2-2:上熊本駅・西里経由万楽寺行き） 西里駅前バス停より徒歩4分
- 産交バス（U2-1:上熊本駅・和泉経由植木駐車場行き） 荒神入口バス停より徒歩12分

## 対外関係

### 地域との協定
- 熊本市 [5]
- 阿蘇市 [5]
- 合志市 [5]
- 熊本市北部商工会[5]

### 他大学との協定

#### 国内大学
- 放送大学[6]

上記大学との間に単位互換協定を結んでいる。
- 熊本学園大学[7]
- 崇城大学 [8]

上記2校との間に包括連携協定を結んでいる。

#### 海外大学
- 韓国
  - 大邱保健大学校（英語版）（大邱広域市）
- タイ
  - コンケン大学（コーンケン県）

上記の2大学とは交流協定を結んでおり、学生間の交換研修が行われている。
その他にも、「熊保大海外留学プログラム」と称し、4週間にわたりアメリカ・イリノイ州へ滞在し、現地の病院を訪問する。また、ノーザンイリノイ大学の看護学科の施設見学や現地学生との交流も行われる。
- アメリカ合衆国
  - ノーザンイリノイ大学（英語版）（イリノイ州）

## 公式サイト
- 熊本保健科学大学